# Zdeněk Žák (politik)
Zdeněk Žák (* 2. července 1968 Valašské Meziříčí) je český politik a úředník, od července 2013 do ledna 2014 ministr dopravy ve vládě Jiřího Rusnoka. V letech 2001–2002 byl generálním inspektorem Českých drah, v letech 2003–2006 generálním inspektorem Drážní inspekce a v roce 2009 náměstkem ministra dopravy.

## Život
Studoval na Gymnáziu v Českém Těšíně, které zakončil maturitou v roce 1986. V roce 1996 absolvoval Fakultu elektrotechniky a informatiky Vysokého učení technického v Brně (získal titul Bc.).
V roce 1995 byl dva roky ve funkci vládního rady na Ministerstvu dopravy a spojů a později na generálním ředitelství Českých drah poradcem vrchního ředitele Divize dopravní cesty. V letech 1997 až 1998 byl tajemníkem Správní rady ČD, další dva roky působil jako ředitel odboru vnějších vztahů Českých drah. V roce 2000 se stal poradcem předsedy vlády Miloše Zemana pro oblast dopravy, infrastruktury a telekomunikací a o rok později byl jmenován generálním inspektorem Českých drah, odkud po reorganizaci přešel od roku 2003 do funkce generálního inspektora Drážní inspekce. V lednu 2006 byl odvolán, ministr dopravy Milan Šimonovský mu vyčítal nesrovnalosti v hospodaření. Vytýkáno mu bylo i to, že za tři roky jeho působení Drážní inspekce nevyšetřila jedinou nehodu.
Následně odešel do Bruselu jako zmocněnec pro přípravu agendy českého předsednictví EU v oblasti dopravy. V roce 2008 byl jmenován odborným smluvním poradcem pro strategické projekty ČR v oblasti logistiky a kombinované dopravy.
V lednu 2009 se stal náměstkem ministra dopravy Petra Bendla, o měsíc později byl zvolen členem a předsedou Dozorčí rady Českých drah. V obou funkcích poukazoval na vysoké platy manažerů Českých drah a chtěl odvolat generálního ředitele ČD Petra Žaludu. V dubnu 2009 skončil na pozici náměstka ministra dopravy. Podle svých slov požádal o uvolnění z funkce sám poté, co mu neznámý muž v supermarketu naznačil, že by se jeho rodina mohla ocitnout v nebezpečí. Proto také požádal o policejní ochranu. Ministr Bendl ale tvrdil, že ho odvolal sám pro ztrátu důvěry. O několik dní později byl odvolán i z místa člena a předsedy Dozorčí rady Českých drah.
Poté začal působit jako odborný konzultant v oblasti spolehlivosti a bezpečnosti velkých projektů infrastruktury, především v zahraničí.
Do politiky se vrátil, když 4. července 2013 přijal nabídku designovaného premiéra Jiřího Rusnoka vést ministerstvo dopravy v jeho vládě. Prezident Miloš Zeman jej do funkce jmenoval 10. července 2013.
Ve volbách do Poslanecké sněmovny PČR v roce 2013 kandidoval v Praze jako lídr SPOZ namísto původně zamýšleného lídra, podnikatele Miroslava Šloufa, do Sněmovny však zvolen nebyl.
Od roku 2014 radí v telematice a oblasti ICT České poště, s. p., odštěpnému závodu ICT služby.
Ve volbách do Senátu PČR v roce 2024 kandidoval jako nestraník za hnutí SpV v obvodu č. 32 – Teplice. Jeho kandidaturu podpořily také subjekty SPD, Trikolora a PRO 2022. Se ziskem 3,80 % hlasů skončil na 5. místě, a senátorem se tak nestal.

## Osobní život
Zdeněk Žák je ženatý a má tři děti.